# Old Burghclere
Old Burghclere – wieś w Anglii, w hrabstwie Hampshire. Leży 28 km na północ od miasta Winchester i 87 km na zachód od Londynu.